# Giulio De Stefano
Giulio De Stefano est un skipper italien né le 6 mai 1929 au Castellammare di Stabia où il est mort le 19 décembre 2023.

## Biographie
Giulio De Stefano est né à Castellammare di Stabia, il a commencé jeune à naviguer sur des Dinghy 12' puis sur les Lightning avec Catello Russo, remportant des titres italiens et des régates nationales et internationales.
Réservé, silencieux et timide au-delà de toute mesure, il a été, dans les années d'or de la voile de Stabie, une idole populaire, estimée et appréciée de tous.
Il meurt à l’âge de 94 ans.

## Carrière
Giulio De Stefano obtient une médaille de bronze dans la catégorie Dragon aux Jeux olympiques d'été de 1960 à Tokyo.